# Dženg Fengrong
Dženg Fengrong (kitajsko: 郑凤荣; Wade–Giles: Cheng Feng-jung; pinjin: Zheng Fengrong), kitajska atletinja, * 1937, Šandong, Ljudska republika Kitajska.
Ni nastopila na poletnih olimpijskih igrah, ki se jih Kitajska ni udeleževala med letoma 1952 in 1984. 17. november 1957 je postavila svetovni rekord v skoku v višino z 1,77 m, veljal je do junija 1958. 